# گمینا اوشنو لوبوسکیه
گمینا اوشنو لوبوسکیه (به لهستانی:  Gmina Ośno Lubuskie) یک گمینا در لهستان است که در شهرستان سووبیتسه واقع شده‌است. گمینا اوشنو لوبوسکیه ۱۹۷٫۹۷ کیلومتر مربع مساحت و ۶٬۳۰۴ نفر جمعیت دارد.